# Gare de Sainte-Menehould
La gare de Sainte-Menehould est une gare ferroviaire française, fermée, de la ligne de Saint-Hilaire-au-Temple à Hagondange, située sur le territoire de la commune de Sainte-Menehould, dans le département de la Marne, en région Grand Est.
Elle est mise en service en 1867 par la Compagnie des chemins de fer de l'Est. C'était une halte de la Société nationale des chemins de fer français (SNCF), dont la desserte ferroviaire est remplacée par des autocars du réseau TER Grand Est.

## Situation ferroviaire
Établie à 140 m d'altitude, la gare de Sainte-Menehould est située au point kilométrique (PK) 230,899 de la ligne de Saint-Hilaire-au-Temple à Hagondange, entre les gares ouvertes de Suippes et des Islettes. Ancienne gare de bifurcation, elle est située au PK 72,427 de la ligne d'Amagne - Lucquy à Revigny partiellement déclassée.

## Histoire
La station de Sainte-Menehould est mise en service le 23 juillet 1867 par la Compagnie des chemins de fer de l'Est lorsqu'elle ouvre à l'exploitation la section de Châlons à Sainte-Menehould. Elle est le terminus de la ligne jusqu'à l'ouverture de la section suivante de Sainte-Menehould à Aubréville le 12 août 1869.
La gare joua un rôle important pendant la Première Guerre mondiale, et fut équipée d'installations permettant d'alimenter le front : quais de déchargement, voies de garage, dont les traces sont encore visibles.

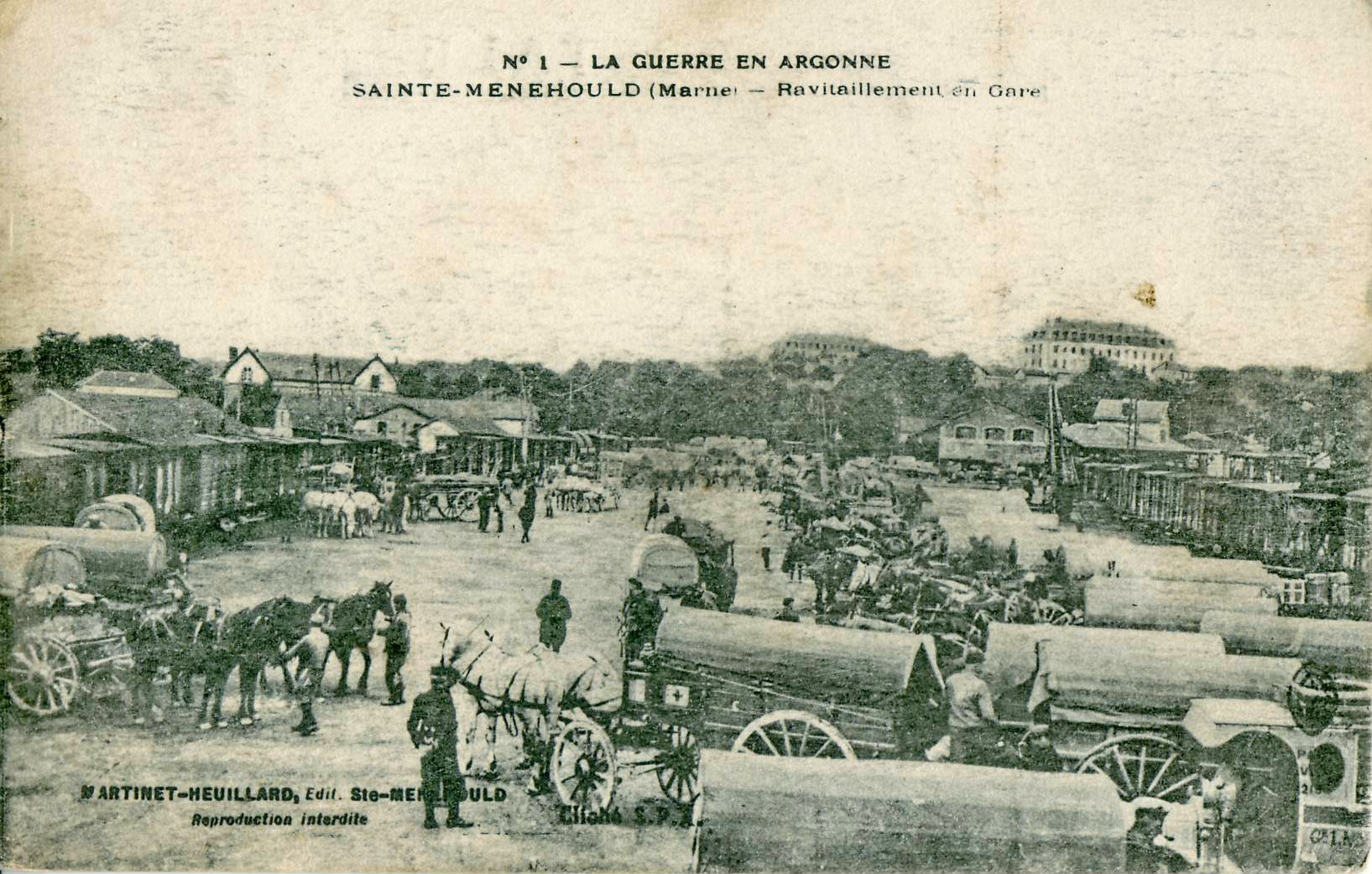
Ravitaillement de la Bataille de l'Argonne en gare de Sainte-Menehould

## Service des voyageurs

### Accueil
Gare SNCF, elle dispose d'un bâtiment voyageurs. Elle est notamment équipée d'automates pour l'achat de titres de transport et d'un quai couvert.
Depuis le 31 mars 2014, la vente de billets au guichet (qui était ouvert du lundi au vendredi de 13h30 à 19h15) est supprimée définitivement sur décision du Conseil Régional de Champagne-Ardenne (Autorité Organisatrice).
Les billets TER (sur certaines relations seulement) sont en vente à bord de l'autocar.

### Desserte
Sainte-Menehould était desservie par des trains TER Champagne-Ardenne qui effectuaient des missions entre les gares de Châlons-en-Champagne et de Verdun.
Depuis le 15 décembre 2013, un service d'autocars remplace le trafic ferroviaire voyageur, sur décision du Conseil Régional de Champagne-Ardenne (Autorité Organisatrice). Service aujourd'hui repris par la nouvelle région Grand Est.

### Intermodalité
Un parking pour les véhicules y est aménagé.